# La Pluie noire
Pour les articles homonymes, voir Pluie noire (homonymie).
Pour plus de détails, voir Fiche technique et Distribution.
La Pluie noire (titre allemand : Und der Regen verwischt jede Spur, "Et la pluie efface toute trace") est un film franco-allemand réalisé par Alfred Vohrer, sorti en 1972.
Il s'agit de l'adaptation de La Tempête de neige, une nouvelle d'Alexandre Pouchkine.

## Synopsis
Christine, une étudiante, tombe amoureuse d'Alain, un Français qui apprend la germanistique à Lübeck. Le père sévère de Christine, l'industriel Luba, s'oppose à ce couple et réfléchit dans son lit. Toutefois, Christine et Alain passent beaucoup de temps ensemble. Ils vont sur la mer Baltique, rendent visite à Jens Brodersen, qui prédit au couple un long voyage. Christine est prise de plus en plus de la nature impérieuse de son père. Pour en savoir plus sur lui et le divorce des parents, elle rend visite à sa mère à Hambourg, laquelle ne veut plus entendre parler de son ancien mari.
Comme Alain doit rentrer bientôt en France, ils se promettent que Christine viendra le voir pendant les vacances. Soudainement Karin, la tante de Christine, vient avec son fils Theo. Après qu'elle s'est séparée d'un Italien, elle demande à son frère de l'accueillir provisoirement. Bien qu'il soit en colère, il accepte finalement. Christine trouve en sa tante une alliée. Pendant ce temps, Luba connaît des difficultés avec son entreprise. Au cours d'un dîner réunissant Luba, Christine, Alain et Karin, après une dispute, Luba interdit à sa fille de partir voir Alain. Après le départ d'Alain, Christine prévoit un rendez-vous en cachette grâce à l'entraide de sa tante. Alain veut revoir Christine, sans que le père le sache. Durant une tempête très pluvieuse et froide, Christine arrive au rendez-vous. Mais avant qu'Alain arrive, elle perd connaissance. À l'hôpital, son père et Karin lui racontent qu'un jeune homme l'a amenée ici et qu'Alain a annulé son invitation. Karin l'appelle au téléphone, elle tombe sur sa mère qui lui dit qu'il ne veut plus lui parler.
À sa sortie de l'hôpital, elle remercie celui qui l'a aidée, le pilote Martin Täumer. La lettre qu'elle avait envoyée à Alain lui revient sans qu'elle ait été ouverte. Elle se sent alors de plus en plus attirée par Martin. Quand le père de Christine apprend que Martin est le fils unique d'un riche propriétaire d'usine, Luba réalise les avantages personnels qu'il pourrait tirer. Il va voir le père de Martin pour discuter du mariage. Au cours d'une fête, Luba montre à Martin un album de photos de sa fille. Lorsqu'il découvre des photos avec Alain, il réagit violemment. Karin pense que Martin est jaloux. Elle lui raconte le rendez-vous secret par lequel Christine et Martin se sont rencontrés. Martin se souvient de ce jour, où il a poussé une voiture qui a quitté la chaussée mouillée et a ensuite pris feu. Le jeune conducteur meurt, il s'agissait d'Alain. En allant chercher de l'aide, il a découvert Christine inanimée.
En voyant Martin et Luba, Karin est convaincue que son frère a caché la mort d'Alain à Christine. Martin se sent coupable mais ne se sent pas capable d'en parler à Christine. Luba, qui sent la relation fragilisée, demande à Martin d'oublier l'accident, que cela passera avec le temps. Il oblige Karin à garder le silence. Il persuade sa fille que Martin veut bien l'épouser. Il va voir un directeur de banque pour préparer le mariage et obtient un crédit. Pendant ce temps, Martin se confesse à Christine au téléphone. Il prend l'avion et se suicide. Lorsque les autorités commencent à parler d'un accident, Luba s'efforce à tout prix pour que sa fille n'apprenne jamais la vérité.

## Fiche technique
- Titre : La Pluie noire
- Titre allemand : Und der Regen verwischt jede Spur
- Réalisation : Alfred Vohrer assisté d'Eva Ebner (de)
- Scénario : Manfred Purzer, Michel Gast
- Musique : Erich Ferstl
- Direction artistique : Günther Köb
- Costumes : Irms Pauli
- Son : Hayo von Zuendt
- Photographie : Jerzy Lipman (pl)
- Montage : Jutta Hering
- Production : Ludwig Waldleitner, Henry Lange
- Sociétés de production : Roxy Film (de), Maya Films
- Société de distribution : Constantin Film
- Pays d'origine :  Allemagne de l'Ouest,  France
- Langue : allemand
- Format : couleur - 1,85:1 - Mono - 35 mm
- Genre : drame
- Durée : 94 minutes
- Dates de sortie :
  -  Allemagne de l'Ouest : 16 novembre 1972.
  -  Mexique : 5 avril 1979.
  -  Hongrie : 31 mai 1979.

## Distribution
- Anita Lochner: Christine
- Wolfgang Reichmann: Luba
- Alain Noury: Alain
- Malte Thorsten (de): Martin Täumer
- Eva Christian: Karin
- Ruth Maria Kubitschek: Irene
- Henry Vahl (de): Jens Brodersen
- Alf Marholm (de): Johannes Täumer
- Konrad Georg: Le directeur de la banque
- Herta Worell (de): La mère d'Alain
- Hans Daniel (de): Le directeur de l'école de vol
- Alexander Allerson: L'ami d'Irene
- Markus Hege: Theo
- Eva Ebner (de): Jacqueline
- Dirk Galuba: Le policier

## Histoire
Le producteur Ludwig Waldleitner vient d'adapter trois romans de Johannes Mario Simmel : Und Jimmy ging zum Regenbogen, Liebe ist nur ein Wort (de) et Der Stoff aus dem die Träume sind (de). Il convoque le réalisateur Alfred Vohrer et le scénariste Manfred Purzer pour leur parler de son projet d'adaptation de La Tempête de neige, une nouvelle d'Alexandre Pouchkine.
Waldleitner a décidé de l'adapter à l'époque contemporaine. Manfred Purzer travaille le scénario avec Michel Gast avec pour titre provisoire Schwarzer Regen (La Pluie noire). Il rappelle involontairement le film américain Love Story sorti en 1970 et les adaptations de Simmel.
Le casting reprend des acteurs qui ont joué dans ces adaptations : Alain Noury, Malte Thorsten et Konrad Georg. Le rôle principal est confié à la jeune comédienne Anita Lochner, celui de ses parents à Wolfgang Reichmann et Ruth Maria Kubitschek.
Luggi Waldleitner convainc le producteur français Henry Lange de s'associer. Bien qu'un titre français soit trouvé d'après le premier scénario, le film n'est jamais sorti au cinéma en France.
Le tournage a lieu entre du 16 août au 20 septembre 1972, principalement à Lübeck. Des scènes sont faites à Munich, Hambourg et dans le sud de la France. Eva Ebner, qui a participé aux adaptations de Simmel, trouve alors le titre allemand Und der Regen verwischt jede Spur.
La musique du film est d'Erich Ferstl. Le générique du film et le titre Alain et Christine paraissent en single en 1972 chez Electrola (de).

## Source de la traduction
- (de) Cet article est partiellement ou en totalité issu de l’article de Wikipédia en allemand intitulé « Und der Regen verwischt jede Spur » (voir la liste des auteurs).